# 王传斌
王传斌（1922年—），山东莱芜人，中华人民共和国外交官。

## 生平
1972年进入中华人民共和国外交部。1979年，担任中华人民共和国驻尼日尔大使。1982年，担任中华人民共和国驻巴基斯坦大使。